# Martina Gedeck
Martina Gedeck (München, 14 september 1961) is een Duitse actrice die internationale bekendheid verwierf door de Duitse films Bella Martha en Das Leben der Anderen. Ze won eenmaal de Deutscher Filmpreis (2002), eenmaal de Preis der deutschen Filmkritik (2002) en tweemaal een Europese Filmprijs (2002 en 2006), in alle gevallen in de categorie "beste actrice". De film Das Leben der Anderen kreeg in 2007 de Academy Award voor Beste Niet-Engelstalige film.

## Filmografie
- 1986: In der Kälte der Sonne
- 1987: Retouche
- 1987: Aquaplaning
- 1988: Die Beute (televisiefilm)
- 1988: Tiger, Löwe, Panther
- 1988: Der Fahnder - Familienbande (televisieserie)
- 1989–1994: Liebling Kreuzberg (televisieserie, 7 afleveringen)
- 1989: Schulz & Schulz (televisie-vijfdeler)
- 1990: Auf Achse - Der Duft der Wüste (televisieserie)
- 1991: Leo und Charlotte (televisieserie)
- 1991: Hausmänner
- 1991: Ein Fall für zwei (televisieserie)
- 1991: Unser Lehrer Doktor Specht (televisieserie)
- 1992: Krücke
- 1992: Mutter und Söhne (televisiefilm)
- 1992: Endstation Harembar (televisiefilm)
- 1993: Der Hausgeist (televisieserie)
- 1993: Familie Heinz Becker - In der Bar (televisieserie)
- 1993: Barmherzige Schwestern
- 1994: Hölleisengretl
- 1994–1995: Frauenarzt Dr. Markus Merthin (televisieserie)
- 1994: Der bewegte Mann
- 1994: Die Kommissarin – Blumen für den Mörder
- 1995: Wer Kollegen hat, braucht keine Feinde
- 1995: Das Schwein – Eine deutsche Karriere
- 1995: Stadtgespräch
- 1996: Das Leben ist eine Baustelle
- 1996: Der schönste Tag im Leben
- 1996: Frauen lügen nicht
- 1996: Adelheid und ihre Mörder – Blaubarts letzte Frau
- 1997: Harald – Der Chaot aus dem Weltall
- 1997: Der Neffe
- 1997: Single Bells
- 1997: Bella Block: Tod eines Mädchens
- 1997: Rossini – oder die mörderische Frage, wer mit wem schlief
- 1998: Frau Rettich, die Czerni und ich
- 1998: Deine besten Jahre
- 1998: Der Laden
- 1999: Viehjud Levi
- 1999: Ich habe nein gesagt (televisiefilm)
- 1999: Grüne Wüste
- 1999: Alles Bob
- 2000: O Palmenbaum
- 2000: Happy Hour oder Glück und Glas
- 2001: Scheidung auf amerikanisch
- 2001: Bella Martha
- 2001: Romeo (televisiefilm)
- 2002: Verlorenes Land (televisiefilm)
- 2002: Andreas Hofer – Die Freiheit des Adlers (televisiefilm)
- 2003: Der Stich des Skorpion
- 2003: Das blaue Wunder
- 2003: Unsre Mutter ist halt anders (televisiefilm)
- 2003: Geheime Geschichten (televisiefilm)
- 2003: Ins Leben zurück (televisiefilm)
- 2004: Hunger auf Leben (televisiefilm)
- 2004: Casanova (televisiefilm)
- 2005: Spiele der Macht – 11011 Berlin (televisiefilm)
- 2005: Elementarteilchen
- 2005: Auf ewig und einen Tag (televisiefilm)
- 2005: Un ami parfait
- 2006: The Good Shepherd
- 2006: Sommer ’04
- 2006: Das Leben der Anderen
- 2007: Verlassen (televisiefilm)
- 2007: Meine schöne Bescherung
- 2008: Geliebte Clara
- 2008: Der Baader Meinhof Komplex
- 2009: Tris di Donne & abiti nuziali
- 2009: Sisi (Fernsehfilm)
- 2010: Jud Süß – Film ohne Gewissen
- 2010: Aghet – Ein Völkermord
- 2010: Tatort – Wie einst Lilly
- 2010: Agnosia
- 2011: Bastard
- 2012: Die Wand
- 2012: Halbe Hundert (televisiefilm)
- 2012: Hinter der Tür
- 2012: Anni felici
- 2013: Night Train to Lisbon
- 2013: Die Auslöschung (televisiefilm)
- 2013: Am Hang
- 2013: Die Nonne
- 2014: Das Ende der Geduld
- 2015: Tannbach – Schicksal eines Dorfes
- 2015: Ich bin dann mal weg
- 2015: The Girl King
- 2016: Das Tagebuch der Anne Frank
- 2016: Seit Du da bist (televisiefilm)
- 2016: Gleißendes Glück
- 2016: Terror – Ihr Urteil
- 2017: Wir töten Stella
- 2018: Zwei Herren im Anzug
- 2018: Arthurs Gesetz
- 2018: Geister der Weihnacht (spreekster)
- 2019: Herzjagen
- 2019: Und wer nimmt den Hund?
- 2020: Oktoberfest 1900 (televisieserie)
- 2021: Endlich Witwer – Forever Young
- 2022: Wunderschön
- 2022: Wo ist meine Schwester?
- 2022: Die stillen Trabanten
- 2023: Die Verteidigerin – Der Gesang des Raben
- 2023: Daheim in den Bergen – Die Zweitgeborenen
- 2023: Daheim in den Bergen – Alte Pfade – Neue Wege
- 2024: Woodwalkers

## Luisterboeken (selectie)
- 2006: Die Harzreise van Heinrich Heine, Unterlauf & Zschiedrich Hörbuchverlag, Berlin, ISBN 978-3-934384-32-3.
- 2007: Ach Glück van Monika Maron, Hörbuch Hamburg, ISBN 978-3-89903-445-5.
- 2007: Mord im Zeichen des Zen van Oliver Bottini, verkorte lezing, Patmos, Düsseldorf, ISBN 978-3-491-91256-4.
- 2007: Désirée van Annemarie Selinko, goedgekeurde leesversie, Argon Verlag GmbH, Berlin, ISBN 978-3-86610-293-4.
- 2007: Ruhelos van William Boyd, Hoffmann en Kampe, ISBN 978-3-455-30525-8.
- 2008: Im Sommer der Mörder van Oliver Bottini, verkorte lezing, Patmos, Düsseldorf, ISBN 978-3-491-91266-3.
- 2008: Im Auftrag der Väter van Oliver Bottini, verkorte lezing, Patmos, Düsseldorf, ISBN 978-3-491-91279-3.
- 2008: Im Bauch des Ozeans van Fatou Diome, reeks Afrika erzählt, geautoriseerde audio-versie, Steinbach Sprechende Bücher, Schwäbisch Hall, ISBN 978-3-88698-595-1.
- 2009: Salzburg in London van Marcy Kahan, Westfire Entertainment, WDR, ISBN 978-3-940539-07-6.
- 2016: Im Garten der Pusteblumen van Noelia Blanco, Headroom Sound Production, Köln, ISBN 978-3-939435-80-8.
- 2016: Das fliegende Orchester van Howard Griffiths, Hug & Co. Musikverlage, ISBN 978-3-03807-076-4.
- 2016: Martina Gedeck liest Rilke – Sprookjesverhalen van de andere kant van de wereld, Verlag Herder, ISBN 978-3-451-35117-4.
- 2016: Nach einer wahren Geschichte van Delphine de Vigan, Random House, ISBN 978-3-8371-3642-5.
- 2016: Wälsungenblut van Thomas Mann, Der Audio Verlag, ISBN 978-3-7424-0216-5.
- 2018: Irgendwo in diesem Dunkel van Natascha Wodin, Rowohlt, ISBN 978-3-8398-1673-8.
- 2020: Fanny & Felix Mendelssohn: Zwei Leben für die Musik van Jörg Handstein, BR-KLASSIK, EAN/UPC-Code: 4035719009255.
- 2020: Jin und die magische Melone van Howard Griffiths, Walter Wild Musikverlag, ISBN 978-3-03807-124-2.
- 2021: Saal 101 – Dokumentarhörspiel zum NSU-Prozess, BR Bayern, ARD, der Hörverlag, Random House, ISBN 978-3-8445-3938-7.
- 2021: Nastjas Tränen van Natascha Wodin, argon edition, ISBN 978-3-8398-1919-7.
- 2022: Vladimir van Julia May Jonas, Penguin Random House, ISBN 978-3-8371-5896-0.
- 2022: Alles, was wir nicht erinnern van Christiane Hoffmann, C. H. Beck, ISBN 978-3-406-79179-6.
- 2022: Der Ring des Nibelungen 1 – Das Rheingold van Richard Wagner, DAV, ISBN 978-3-7424-2037-4.
- 2022: Der Ring des Nibelungen 2 – Die Walküre van Richard Wagner, DAV, ISBN 978-3-7424-2312-2.

## Hoorspelen
- 2014: Die vier letzten Dinge – NDR.
- 2014: Natascha Wodin/Wolfgang Hilbig: Nachtgeschwister, provisorisch – Regie: Ulrich Lampen, MDR/DKultur
- 2014: Andres Veiel: Das Himbeerreich – Regie: Ulrich Lampen Hörspiel, RBB/HR
- 2018: Mike Brant – HR.
- 2018: Transit / Die Drogenbarone von Mailand – WDR.
- 2018: Sieben leere Häuser – WDR.
- 2018: Radiogeschichte – Ein Haus für die Zukunft – WDR.
- 2019: Es ging ein Mädlein zarte – Der Tod von Kindern in der Musik – WDR.
- 2019: Guter Rat – Ringen um das Grundgesetz – WDR.
- 2019: Kindheit in Wuppertal – Else Lasker Schüler – Lesung, WDR.
- 2021: Saal 101, Dokumentarhörspiel zum NSU-Prozess – Regie: Ulrich Lampen. Bayerischer Rundfunk für die ARD und DLF (2015–2021).
- 2021: Sechs Wochen im Frühling – WDR.
- 2021: Der Ring des Nibelungen – rbb.
- 2021: Maria Sybilla Merian – Reise ins verborgene Reich der Schmetterlinge – WDR.